# 道徳劇
道徳劇（どうとくげき、英: morality Play）は、15世紀から16世紀、ヨーロッパ各地で演じられていた寓話的な演劇。

## 概要
道徳劇では、様々な悪徳や美徳などの道徳的属性が人格化される。それらが人間の魂の中で争いあう過程を描き、悪に染まった人生よりも、神を敬い徳の篤い人生を送るべきこと示唆していく。
中世ヨーロッパの演劇は、宗教の影響下から抜け出し世俗の芸術に移行していったが、道徳劇はこの過程を促す一助となった。とはいえ道徳劇は、宗教に基づいた道徳観を提示し、民衆に教化することが主眼だった。このことは、神秘劇についても言える。
作者の知られた中で最古の道徳劇として、1150年頃に作られたヒルデガルト・フォン・ビンゲンの『オルド・ヴィルトゥトゥム（諸徳目の秩序）』が知られる。
また、代表的な道徳劇であり、印刷され現存する最も古い道徳劇としては、オランダの『エッケルライ』(14世紀末頃執筆と推定)を翻訳した作品と考えられている『エヴリマン』がある。この劇中には、善行、友情、知識、美、死などの登場人物が現れ、万人に訪れる死と、神による救いをテーマに据えた筋書きを展開する。
他の代表的な道徳劇には、『忍耐の城』、『富と健康の教訓』などがある。
イギリスではエリザベス朝演劇にもその影響を見せている。1588年に上演されたクリストファー・マーロウの戯曲『ドクター・ファウスト』は、初期の道徳劇の作品が下敷きとなっている。

## 日本語訳
- 『イギリス道徳劇集』鳥居忠信、山田耕士、磯野守彦訳. リーベル出版 1991

堅忍の城.人間.現世と幼児.青年.嘲り屋ヒック.万人.

## 関連書籍
- 宮川朝子『イギリス中世演劇の変容 道徳劇・インタルード研究』英宝社 2004